# Bambusa bambos
El bambú de la India, mambú de la India o caña brava asiática (Bambusa bambos) es una especie de bambú perteneciente a la familia de las poáceas.

## Taxonomía

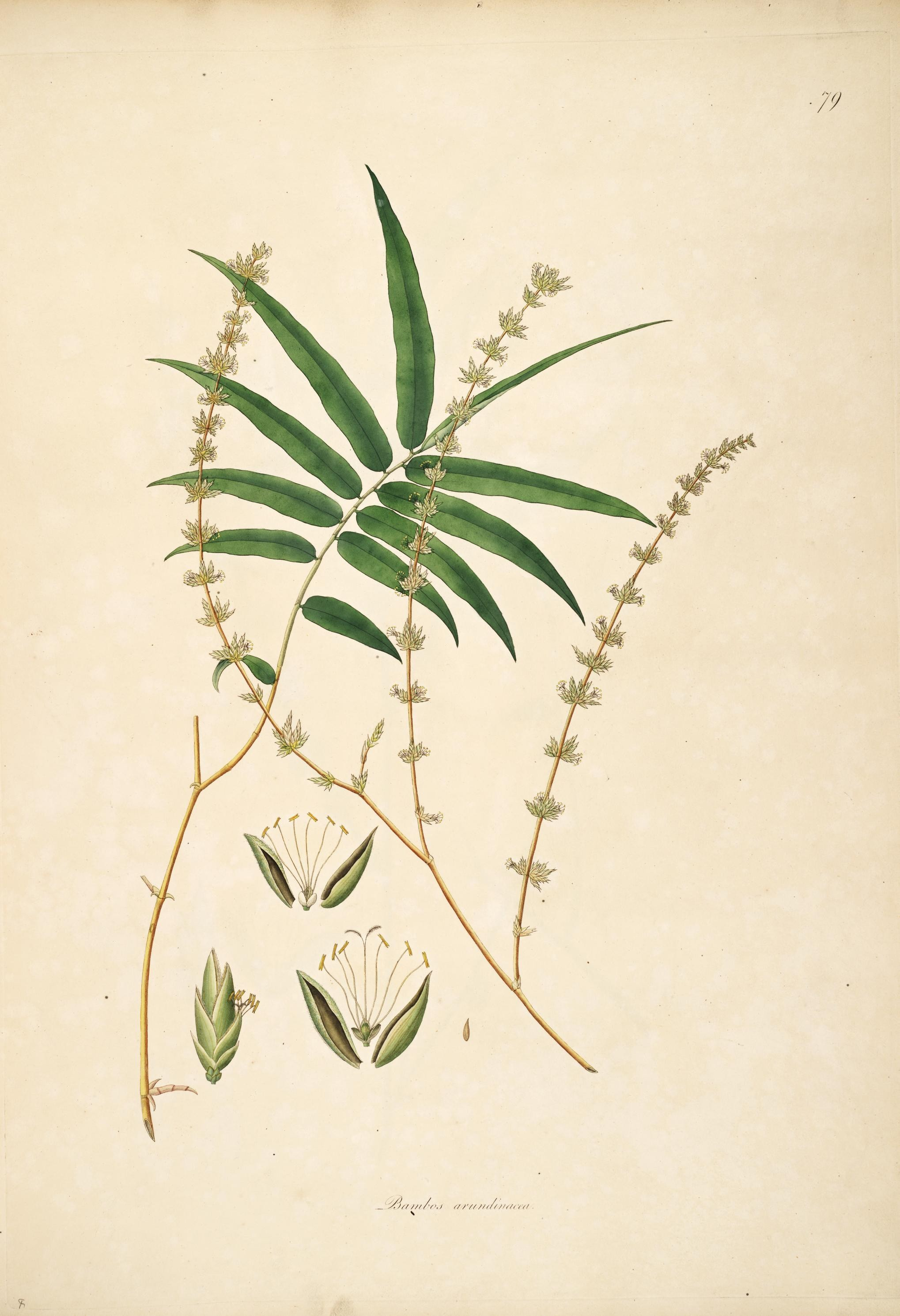

La descripción de Bambusa vulgaris fue realizada por (Linneo) Andreas Voss en Vilm. Blumengärtn. ed. 3 1: 1189 en 1895.
Etimología
Bambusa: nombre genérico latinizado del nombre vernáculo malayo bambú.
Sinonimia
| - Arundarbor agrestis (Lour.) Kuntze - Arundarbor arundinacea (Retz.) Kuntze - Arundarbor bambos (L.) Kuntze - Arundarbor orientalis (Nees) Kuntze - Arundarbor spinosa (Buch.-Ham.) Kuntze - Arundarbor teba (Miq.) Kuntze - Arundo agrestis Lour. - Arundo arborea Mill. - Arundo bambos L. - Arundo bambu Lour. - Arundo excelsa Salisb. - Arundo spinosa (Roxb. ex Buch.-Ham.) Oken - Bambos arundinacea Retz. - Bambos arundo J.F.Gmel. - Bambos bambos (L.) W.F.Wright - Bambos quinqueflora Stokes - Bambusa agrestis (Lour.) Poir. - Bambusa arundinacea Willd. - Bambusa arundinacea var. gigantea Bahadur - Bambusa arundinacea var. orientalis (Nees) Gamble - Bambusa arundinacea var. spinosa (Buch.-Ham.) E.G.Camus - Bambusa arundo Wight ex Steud. - Bambusa bambos var. spinosa (Buch.-Ham.) S.S.Jain & S.Biswas - Bambusa bambusa Huth - Bambusa neesiana Arn. ex Munro - Bambusa orientalis Nees - Bambusa spinosa Roxb. ex Buch.-Ham. - Bambusa spinosa Roxb. - Ischurochloa arundinacea var. orientalis (Nees) Buse - Ischurochloa spinosa (Buch.-Ham.) Buse - Nastus arundinaceus (Retz.) Sm. |